# Deriba

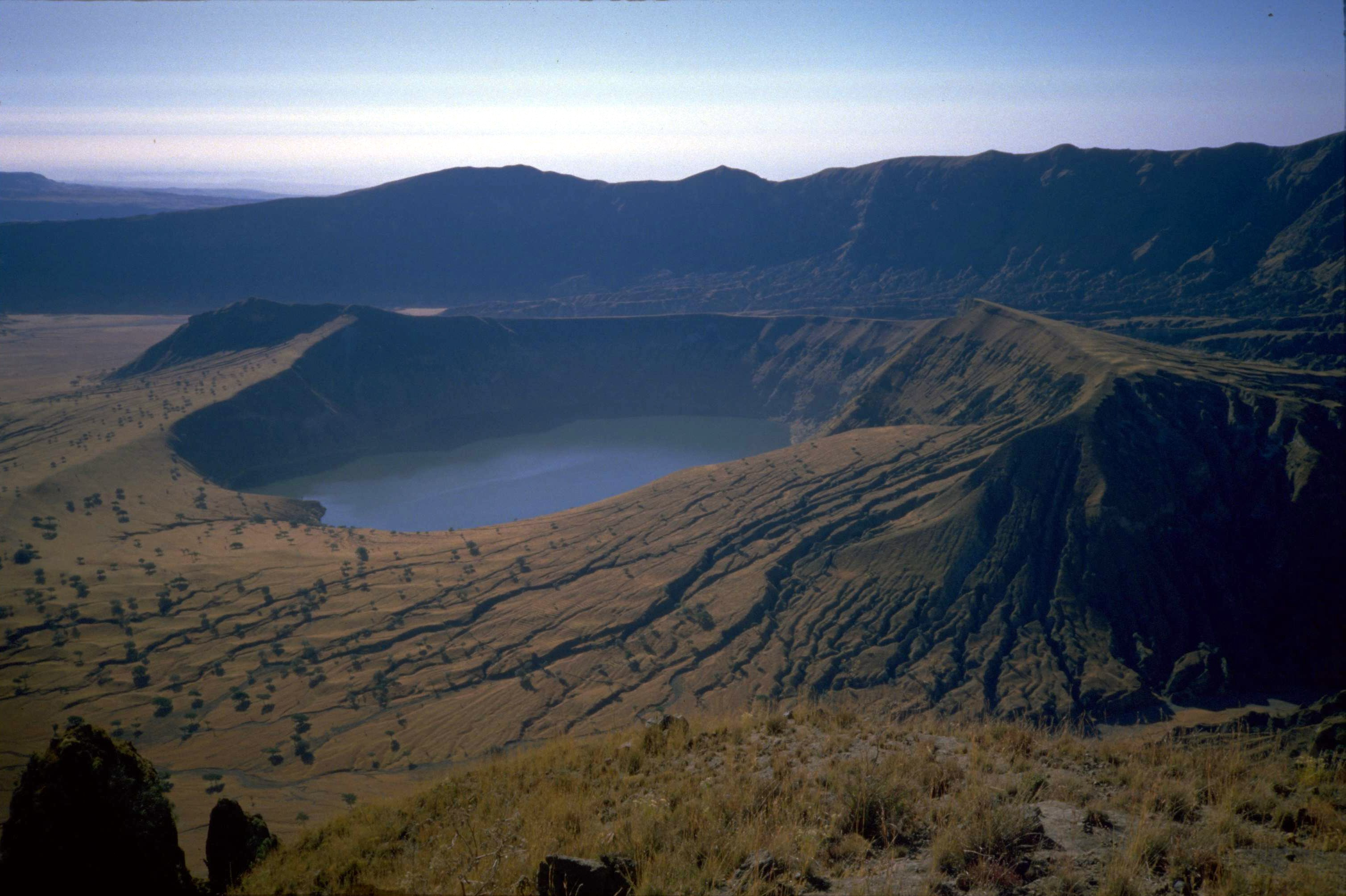
Vista del volcán

La caldera Deriba es el punto más alto de Jebel Marra, a una altitud de 3042 m, en la región de Darfur en el oeste del país africano de Sudán. El borde de la caldera se convirtió en el nuevo punto más alto de Sudán, después de la independencia de Sudán del Sur en 2011. Tiene entre 5 y 8 km de diámetro a lo largo del cráter externo. El cráter interior está ocupado por un lago de cráter.
Las montañas de Marra de las que hace parte la caldera son parte de un gran accidente geológico conocida como el domo de Darfur.